# Duboševica
Duboševica är en ort i Kroatien.   Den ligger i länet Baranja, i den östra delen av landet, 210 km öster om huvudstaden Zagreb. Duboševica ligger 87 meter över havet och antalet invånare är 690.
Terrängen runt Duboševica är platt. Runt Duboševica är det ganska tätbefolkat, med 160 invånare per kvadratkilometer. Närmaste större samhälle är Beli Manastir, 15,1 km sydväst om Duboševica. Trakten runt Duboševica består till största delen av jordbruksmark.